# Postmodern Jukebox
Scott Bradlee's Postmodern Jukebox, також широко відомий під назвами Postmodern Jukebox, PMJ — це ротаційний музичний колектив, заснований аранжувальником і піаністом Скоттом Бредлі 2011 року. PMJ відтворює популярну сучасну музику у різних ретро-жанрах, особливо у формах початку XX століття, таких як джаз, свінг, соул та регтайм. YouTube канал Postmodern Jukebox має близько мільярда переглядів та декілька мільйонів слухачів.
Щотижня Postmodern Jukebox оприлюднює нове відео на YouTube. Перші з них були зняті випадково у вітальні Скотта Бредлі. З часом група створила кавери на пісні багатьох відомих виконавців, таких як Lady Gaga, Селін Діон, Radiohead, Кеті Перрі, Queen, The White Stripes та ін. Заснована як невелика група друзів, що роблять музику в підвалі у Квінсі, зараз Postmodern Jukebox представляє 70 різних виконавців і гастролює на п'яти континентах.

## Історія
Postmodern Jukebox виникла, коли Бредлі почав знімати відео зі своїми близькими друзями по коледжу в своїй невеликій квартирі у Квінсі. Ця первинна група складалась з басиста Кріса Андерсона, саксофоніста Бена Голдера-Новика, арфістки Бренди Янг та вокалістки Емми Волкер.

Пройшли роки, перш ніж Скотт випустив у травні 2009 року своє перше відео а medley of ‘80s songs done ragtime style, через декілька годин після оприлюднення цього відео відомий англійський автор Ніл Гейман написав про нього в своєму твітері і поклав початок популярності Скотта. Сам Бредлі пізніше казав про це: 
«Я записав відео, розмістив його там, і незабаром його побачило більше людей, ніж чули мою гру за все минуле життя».
2011 року з'явилася попередня концепція Postmodern Jukebox у вигляді проекту Бредлі A Motown Tribute to Nickelback. Це було відео, яке представило світу багатьох виконавців PMJ, серед яких басист Адам Кубота, барабанщик Аллан Меднард, співак Дрю Девіс, саксофоніст/EWI-виконавець Стів Уйфалуссі та Хлопець-із-бубном — співак та актор Тім Кубарт.
Першим відео Postmodern Jukebox став кавер на пісню Macklemore & Ryan Lewis Thrift Shop у виконанні Робін Адель Андерсон. За перший тиждень відео зібрало 1 мільйон переглядів, за перший рік 4 мільйони. Трек був включений в перший альбом проекту Introducing Postmodern Jukebox (2013), який зайняв восьму позицію в чарті джазових альбомів журналу Billboard magazine. Успіх зміцнився наступним кавером на пісню Майлі Сайрус We Can't Stop в 2013 р., завдяки якому група потрапила у програму Good Morning America (ABC News)

## Дискографія

### Альбоми
- 2014 — Twist Is The New Twerk
- 2014 — Clubbin' With Grandpa
- 2014 — Historical Misappropiation
- 2014 — A Very Postmodern Christmas
- 2015 — Selfies on Kodachrome
- 2015 — Emoji Antique
- 2015 — Swipe Right For Vintage
- 2015 — Top Hat On Fleek
- 2016 — PMJ And Chill
- 2016 — Swing the Vote
- 2016 — Squad Goals
- 2016 — The Essentials (compilatie)
- 2017 — 33 Resolutions Per Minute
- 2017 — Fake Blues
- 2017 — New Gramophone, Who 'Dis?

### Міньони (EP}
- 2013 — Introducing Postmodern Jukebox

### Сингли
- 2013 — Get Lucky
- 2013 — Come And Get It
- 2013 — Call Me Maybe
- 2013 — Gentleman